# Winnie Moongo
Winnie Moongo é uma política namibiana que actua na Assembleia Nacional da Namíbia desde março de 2020. Ela é membro do Movimento Democrático Popular (PDM).

## Carreira política
Em setembro de 2019, Moongo foi colocada na lista de candidatos parlamentares do Movimento Democrático Popular para as eleições gerais de novembro. Ela foi eleita para a Assembleia Nacional quando o PDM ganhou 16 assentos.
Moongo tomou posse como membro do Parlamento em 20 de março de 2020. Ela é um dos membros mais jovens do parlamento. Em 9 de outubro de 2020, Moongo apresentou uma moção, na qual pediu aos parlamentares que apoiassem a criação de um registo nacional de criminosos sexuais.